# 1995年のアメリカンリーグ西地区優勝決定プレイオフ
1995年のアメリカンリーグ西地区優勝決定プレイオフは、1995年10月2日にシアトル・マリナーズとカルフォルニア・エンゼルスの間で行われたアメリカンリーグ西地区優勝決定戦である。

## 概要
1994年8月12日から続いたMLBストライキの影響で約1か月遅れて開幕した1995年シーズン、アメリカンリーグ西地区ではエンゼルスが独走するも、最大13ゲーム差をつけられていたマリナーズが急追し、この年の最終戦となる144試合目を終えて78勝66敗で並び、3地区制ポストシーズン初年度(3地区制初年度の1994年はストの影響でポストシーズンが中止)にしてワンゲームプレイオフが開催されることとなった。
試合は5回に1点を先制したマリナーズが7回と8回に4点ずつを挙げ、9-1でエンゼルスを下しALDSへ進出した。

## 試合結果
表中のRは得点、Hは安打、Eは失策を示す。
- ワシントン州シアトル - キングドーム

|            | 1 | 2 | 3 | 4 | 5 | 6 | 7 | 8 | 9 | R | H  | E |
| ---------- | - | - | - | - | - | - | - | - | - | - | -- | - |
| エンゼルス | 0 | 0 | 0 | 0 | 0 | 0 | 0 | 0 | 1 | 1 | 3  | 1 |
| マリナーズ | 0 | 0 | 0 | 0 | 1 | 0 | 4 | 4 | X | 9 | 12 | 0 |

1. 勝利：ランディ・ジョンソン (18–2)
2. 敗戦：マーク・ラングストン (15–7)
3. 本塁打
CAL：トニー・フィリップス (27)
SEA：なし